# La nit dels gegants
La nit dels gegants (títol original en anglès The Stalking Moon) és una pel·lícula estatunidenca dirigida per Robert Mulligan i estrenada l'any 1968. Està doblada al català.

## Argument
Arizona, 1881. Sam Varna (Gregory Peck), un explorador de l'exèrcit recentment retirat, ajuda a una dona blanca (Eva Marie Saint) i el seu fill mestís que han aconseguit escapar d'un campament indi. Sam els allotja al seu ranxo, però el pare del nen, un apatxe, els persegueix implacablement.

## Comentaris
Set anys després de To Kill a Mockingbird, es repetia una fructífera col·laboració entre Robert Mulligan i Gregory Peck en un western amb fina descripció psicològica dels personatges.

## Repartiment
- Gregory Peck: Sam Varner
- Eva Marie Saint: Sarah Carver
- Robert Forster: Nick Tana
- Noland Clay: el nen
- Nathaniel Narcisco: Salvaje
- Russell Thorson: Ned
- Frank Silvera: major
- Lonny Chapman: Purdue
- Lou Frizzell: El cap d'estació